# Prefettura di Coriza
La prefettura di Coriza (in albanese: Qarku i Korçës) è una delle 12 prefetture dell'Albania.

## Municipalità
In seguito alla riforma amministrativa del 2015 la prefettura risulta composta dalle seguenti municipalità:
| Municipalità | Ex-comuni (pre-2015)                                                                | Distretto |
| ------------ | ----------------------------------------------------------------------------------- | --------- |
| Devoll       | Bilisht, Hoçisht, Miras, Progër, Qendër Bilisht                                     | Devoll    |
| Kolonjë      | Barmash, Çlirim, Ersekë, Leskovik, Mollas, Novoselë, Qendër Ersekë, Qendër Leskovik | Kolonjë   |
| Coriza       | Drenovë, Coriza, Lekas, Mollaj, Qendër Bulgarec, Vithkuq, Voskop, Voskopoja         | Coriza    |
| Maliq        | Gorë, Libonik, Maliq, Moglicë, Pirg, Pojan, Vreshtas                                | Coriza    |
| Pogradec     | Buçimas, Çërravë, Dardhas, Pogradec, Proptisht, Trebinjë, Velçan, Udenisht          | Pogradec  |
| Pustec       | Pustec                                                                              | Coriza    |

Prima della riforma amministrativa la prefettura comprendeva i distretti di:
- Devoll
- Kolonjë
- Coriza
- Pogradec